# Harpiniopsis petulans
Harpiniopsis petulans är en kräftdjursart som beskrevs av J. L. Barnard 1966. Harpiniopsis petulans ingår i släktet Harpiniopsis och familjen Phoxocephalidae. Inga underarter finns listade i Catalogue of Life.